# ユリュス・ユツィカス
ユリュス・ユツィカス（Julius Jucikas、1989年10月20日 - ）はリトアニアのバスケットボール選手。ポジションはパワーフォワードおよびセンター。

## 経歴
2009年より、リトアニアの2部リーグであるナショナル・バスケットボール・リーグ (NKL) のBCシルテに所属。
その後2015年にはBCリエトゥヴォス・リータスと契約。しかしチームは2年連続でリトアニア・バスケットボール・リーグ (LKL) 3位と成績が振るわなかった。
2017年7月15日、ラトビアのBKヴェンツペリスと契約。BKヴェンツペリスのラトヴィア・バスケットボール・リーグ (LBL) 優勝に貢献した。
2018年、日本の青森ワッツに移籍した。

## 家族
弟のマタス・ユツィカスもプロのバスケットボール選手である。